# Pequeñeces (telenovela)
Pequeñeces fue una telenovela mexicana de 1971 protagonizada antagónicamante por Sonia Furió y las actuaciones estelares de Joaquín Cordero y Adriana Roel. Es una adaptación de la novela de Luis Coloma.

## Sinopsis
A principios del siglo XX, la reina de la sociedad mexicana es Currita Albornoz de Lujan. Confiada en su belleza, éxito y riqueza, actúa sin preocuparse por dañar a los demás. Curra tiene asuntos de adulterio, muchos amigos la envidian y la odian, ella desprecia a su esposo y descuida a sus hijos. Jacopo Téllez, quien es su primo, logra dominarla, él le dice que la ama porque son lo mismo. Jacopo está separado de Elvira por su pasión por Curra. La Revolución civil estalla y con sus hijos, Curra se escapa a los Estados Unidos, pero su esposo y sus amigos mueren luchando en las líneas del frente. Después de que la hostilidad ha terminado, Curra regresa a México para reunir su vida disoluta. Pero el tiempo ha cambiado y el suicidio de Jacopo es la señal de que su declive ha comenzado.

## Elenco
- Sonia Furió - Currita Albornoz de Luján
- Joaquín Cordero - Jacopo Téllez
- Adriana Roel - Elvira Covarrubias
- Norma Lazareno - Carmen Tagle
- Antonio Raxel - Federico Luján
- Carlos Monden - Fernando
- Marco Antonio Campos "Viruta"
- Carmelita Gonzalez
- Valentín Trujillo
- María Rojo
- Mercedes Pascual
- Carlos Riquelme